# Papež Sikst II.
Sveti Sikst II., papež in mučenec, Rimskokatoliške cerkve, * 215 n. št., Grčija, (Rimsko cesarstvo); † 6. avgust 257, v Rimu ( Italija, Rimsko cesarstvo). V Rimskokatoliški cerkvi god 7. avgusta. 

## Življenjepis
Njegovo ime lahko izhaja iz latinščine, kjer pomeni „šesti” (sixtus). V pokvarjeni grščini pa pomeni olikan, pološčen, bleščeč (Ξυστος, Xystos, v latinski izgovorjavi Xystus, t. j. Sikst; angleško prevajajo kot "polished") in je to bolj verjetni prvi pomen imena. 
Najverjetneje je bil Sikst II. rojen v Grčiji in je torej Grk po rodu. Za rimskega škofa so ga izvolili 30. avgusta 257. 

### Vprašanje ponovnega krščevanja
Papež Sikst II. je dokončno je umiril spor, ki ga je med rimsko in afriško Cerkev zasejalo vprašanje krsta krivovercev. 
Med pontifikatom njegovega predhodnika, svetega Štefana, se je razvnela ostra razprava med Rimom in afriškimi ter malo-azijskimi Cerkvami glede ponovnega krščevanja heretikov, ki je pripeljala do popolne prekinitve odnosov med Rimom in Cerkvami v Severni Afriki in Mali Aziji. Siksta II. po pravici imenuje Poncij bonus et pacificus sacerdos (dobrega in miroljubnega duhovnika). Bil je bolj spravljiv od svetega Štefana in je obnovil prijateljske vezi med temi Cerkvami. Kljub temu je zahteval, kakor njegov predhodnik, da se vsi držijo rimske navade: heretikov se ne sme pri sprejemu v katoliško Cerkev ponovno krščevati. 

### Valerijanovo preganjanje
V prvem letu njegovega pontifikata je cesar Valerijan izdal odlok, ki je pod kaznijo izgona škofom, duhovnikom in diakonom veleval, naj priznajo rimsko religijo; pod smrtno kaznijo pa je prepovedal bogoslužne sestanke ter obisk pokopališč in katakomb. Ta odlok ni dosegel veliko, zato je Valerijan leta 258 z drugim odlokom določil smrtno kazen za škofe, duhovnike in diakone; za senatorje, visoke uradnike in viteze zaplembo imetja in obglavljenje; za krščanske dvorne nameščence zaplembo imetja in deportacijo na cesarska posestva. Med prvimi žrtvami tega fanatičnega preganjanja je bil sam papež Sikst II. 

### Mučeništvo papeža in njegovih diakonov
V prvih dneh avgusta leta 258 je dal preganjalec kristjanov, cesar Valerijan, zgrabiti papeža Siksta II. skupaj z diakoni in ga je 6. avgusta tudi obglavil prav tam, kjer so ga ujeli med maševanjem. Na poti na morišče je diakon Lovrenc vpraševal svojega papeža: »Kam hitiš, oče, brez sina? Kam greš, sveti duhovnik, brez diakona? Doslej nisi nikoli maševal brez mene.« Papež Sikst II. ga je tolažil in mu napovedal, da bo kmalu "prišel" za njim. In tako se je tudi zgodilo. Umrl je mučeniške smrti 10. avgusta 258.

### Dela
Rufin (Rufinus) imenuje papeža Siksta Prudens (Modri). Pripisuje mu knjigo Sententiae. Napisal naj bi jo pa v resnici neki Pitagorejec; v 2. st. n. št. so jo le priredili kristjani. Prevodu iz grščine v latinščino je papež Sikst II. napisal uvod in od tod pomota.
V novejšem času mu A. Harnack pripisuje tudi razpravo Ad Novatianum, ki je vsebovana med Ciprijanovimi spisi; vendar ni zadosti dokazano, da bi avtor bil papež Sikst.
Nekaj njegovih pisem je natisnjenih v zbirki Patri Latini V novejšem času je odkrito eno njegovo pismo, ki ga je objavil založnik Conybeare v "English Hist. Review" (London, 1910).

## Smrt in češčenje
Papeža Siksta so med obhajanjem svete evharistije v Pretekstatovih katakombah napadli in ga 6. avgusta 258 skupaj s štirimi diakoni obglavili prav tam. Kristjani so ga pokopali skupaj z okrvavljenim papeškim prestolom v Kalistovih katakombah. Le nekaj dni za njim je mučeniške smrti umrl tudi diakon Lovrenc, ki so ga po izročilu živega pekli na ražnju. Sveti Leon Veliki je o njem rekel: »Od sončnega vzhoda do zahoda je sveti Lovrenc tako proslavil Rim kakor nekdaj sveti Štefan Jeruzalem. «
Njegovo ime je omenjeno v prvi evharistični molitvi skupaj s svetim Lovrencem. Cerkev pa se ga spominja 7. avgusta.
V gornje-bavarskem mestu Altenfelden potekajo njemu na čast romanja; tamkajšnja cerkev hrani relikvije podlaktne kosti. V Sloveniji je svetemu Sikstu II. pp. muč. posvečena  župnijska cerkev v Predosljah (pri Kranju) 

### Sveti Sikst in sveti gral
Benediktu XVI.  so že v soboto izročili kopijo najbolj znane mestne čaše, ki je po mnenju nekaterih prav kelih, iz katerega je Jezus pil pri zadnji večerji pred križanjem. Sveti kelih ali sveti gral, kot ga imenujejo nekateri, naj bi po Jezusovem vnebohodu prišel v Rim, kjer naj bi ga varovali papeži. Papež Sikst II. je kelih predal diakonu svetemu Lovrencu, ta pa ga je nato prinesel v Huesco na sever Španije. Med številnimi vojnami so kelih skrivali, od sredine 15. stoletja pa je dom našel v katedrali v Valencii. 

#### Ocena
Veliko zgodovinarjev dvomi o resničnosti čaše iz Valencie kot svetega keliha, o njej pa ni govora niti v uradnem programu papeževega obiska v Španiji. 